# Drina
 Ovo je glavno značenje pojma Drina. Za druga značenja pogledajte Drina (razdvojba).
Drina je rijeka u istočnoj Bosni i Hercegovini koja svojim donjim tokom čini prirodnu granicu između BiH i Srbije, a činila je i granicu između istočnog i zapadnog dijela Rimskog Carstva.
Spajanjem crnogorskih rijeka Tare i Pive na Šćepan Polju nastaje rijeka Drina. U Bosni i Hercegovini je jedino rijeka Sava veća od nje. Drina svojim tokom od oko 340 km prolazi kroz mnogobrojna mjesta u BiH. U donjem Podrinju Drina čitavim svojim tokom čini granicu između BiH i Srbije. Drina se ulijeva u Savu blizu mjesta Srijemska Rača. Nadmorska razlika između Šćepan Polja i ušća Drine u Savu iznosi oko 358 metara. Rijeka ima i narodno ime Zelenka.

## Tok rijeke
Nedugo nakon svog nastajanja na Šćepan Polju Drina ulazi u Bosnu i Hercegovinu. Ovaj dio BiH također je dobio svoje ime prema toj rijeci - Gornje Podrinje. Prolazeći kroz Foču, Goražde i Višegrad u rijeku Drinu se ulijeva više manjih i većih rijeka kao Lim, Prača i Rzav. Povijesno gledano je rijeka Drina ovdje bila prepuna brzaka i prolazila kroz kanjone i klisure. Nažalost ova jedinstvena priroda je uništena izgradnjom hidrocentrala u Višegradu, Bajinoj Bašti i Zvorniku. U Donjem Podrinju direktno teče kroz Zvornik dijeleći grad na dva dijela tako da Zvornik pripada Bosni a Mali Zvornik Srbiji.
Sjeverno od Višegrada, između Žepe i Klotijevca nalazi se najduži kanjon ove rijeke, dug 24 km.

## Drina u bosanskohercegovačkoj i stranoj literaturi
Bosanskohercegovački nobelovac Ivo Andrić koji je jedan dio svog djetinjstva proveo u Višegradu je često koristio rijeku Drinu kao pozadinu svojih romana.

## Vanjske poveznice
|  | Zajednički poslužitelj ima još gradiva o temi Drina |

- (engl.) Drina River Sub-basin